# Élection présidentielle brésilienne de 1950
L'élection présidentielle brésilienne de 1950 est la quinzième élection présidentielle depuis la proclamation de la République. Elle se déroule le mardi 3 octobre 1950.
Elle voit le retour au pouvoir de Getúlio Vargas cinq ans après avoir dû démissionner de crainte d'un coup d'État.

## Modalités
L'élection se déroule au scrutin uninominal majoritaire à un tour, le candidat arrivant en tête remportant l'élection qu'il ait la majorité absolue ou la majorité relative.
Le président et le vice-président sont élus séparément, ce qui est une originalité de la Constitution brésilienne de 1946.

## Contexte

pendant la campagne électorale.

Le Brésil connaît une crise économique entre 1946 et 1947. Contrairement à ce qu'espéraient les militaires, Getúlio Vargas n'est pas du tout marginalisé. Il est élu triomphalement au Congrès dans plusieurs États, mais préfère parfaire ses réseaux auprès de l'armée, de la gauche brésilienne et les élites du puissant État de São Paulo. Il se réconcilie y compris avec ceux qui ont contribué à l'évincer du pouvoir en 1945. En revanche, le Parti communiste brésilien est interdit en 1947,. La volonté du parti d'instaurer la dictature du prolétariat est vue par le Congrès comme un refus du pluralisme démocratique.
Le 19 avril 1949, le futur président João Goulart annonce la candidature de son mentor Vargas, le jour de son soixante-dixième anniversaire. Cette annonce est négativement perçue par les élites économiques et la presse conservatrice, mais aussi par le président Eurico Gaspar Dutra qui fut ministre de la Guerre de Vargas. En revanche, un opposant se distingue particulièrement : Carlos Lacerda, propriétaire du journal Tribuna da Imprensa. Il écrit un éditorial à charge contre Vargas, annonciateur des troubles des années 1950. Il affirme que « le sénateur Getúlio Vargas ne doit pas être candidat à la présidence. S’il est candidat, il ne doit pas être élu. S’il est élu, il ne doit pas entrer en fonction. S’il entre en fonction, nous devons recourir à la révolution pour l’empêcher de gouverner ». Cela n'empêche pas Vargas de faire campagne dans tous les États et de l'emporter largement. Une bonne partie de l'électorat communiste se reporte d'ailleurs sur lui.

## Résultats
Getúlio Vargas remporte l'élection présidentielle avec plus de 48,7 % des voix,. Il est officiellement investi le 31 janvier 1951.

### Président
| Inscrits              | Inscrits               | Inscrits                     | 11 455 149 |             |  |  |
| Abstentions           | Abstentions            | Abstentions                  | 3 200 160  | 27,94 %     |  |  |
| Votants               | Votants                | Votants                      | 8 254 989  | 72,06 %     |  |  |
|                       |                        |                              |            |             |  |  |
| Bulletins enregistrés | Bulletins enregistrés  | Bulletins enregistrés        | 8 254 989  |             |  |  |
| Bulletins nuls        | Bulletins nuls         | Bulletins nuls               | 145 493    | 1,76 %      |  |  |
| Bulletins blancs      | Bulletins blancs       | Bulletins blancs             | 211 433    | 2,56 %      |  |  |
| Suffrages exprimés    | Suffrages exprimés     | Suffrages exprimés           | 7 898 063  | 95,68 %     |  |  |
|                       |                        |                              |            |             |  |  |
|                       | Candidat               | Parti                        | Suffrages  | Pourcentage |  |  |
|                       | Getúlio Vargas         | Parti travailliste brésilien | 3 849 040  | 48,73 %     |  |  |
|                       | Eduardo Gomes (pt)     | Union démocratique nationale | 2 342 384  | 29,66 %     |  |  |
|                       | Cristiano Machado (pt) | Parti social démocratique    | 1 697 173  | 21,49 %     |  |  |
|                       | João Mangabeira        | Parti socialiste brésilien   | 9 466      | 0,12 %      |  |  |

### Vice-président
| Inscrits              | Inscrits                         | Inscrits                       | 11 455 149 |             |  |  |
| Abstentions           | Abstentions                      | Abstentions                    | 3 200 160  | 27,94 %     |  |  |
| Votants               | Votants                          | Votants                        | 8 254 989  | 72,06 %     |  |  |
|                       |                                  |                                |            |             |  |  |
| Bulletins enregistrés | Bulletins enregistrés            | Bulletins enregistrés          | 8 254 989  |             |  |  |
| Bulletins nuls        | Bulletins nuls                   | Bulletins nuls                 | 156 392    | 1,89 %      |  |  |
| Bulletins blancs      | Bulletins blancs                 | Bulletins blancs               | 1 048 778  | 12,7 %      |  |  |
| Suffrages exprimés    | Suffrages exprimés               | Suffrages exprimés             | 7 049 819  | 85,4 %      |  |  |
|                       |                                  |                                |            |             |  |  |
|                       | Candidat                         | Parti                          | Suffrages  | Pourcentage |  |  |
|                       | João Fernandes Campos Café Filho | Parti social progressiste (pt) | 2 520 790  | 35,76 %     |  |  |
|                       | Odilon Duarte Braga (pt)         | Union démocratique nationale   | 2 344 841  | 33,26 %     |  |  |
|                       | Altino Arantes Marques (pt)      | Parti républicain (pt)         | 1 649 309  | 23,4 %      |  |  |
|                       | Vitorino de Brito Freire (pt)    | Parti social travailliste      | 524 079    | 7,43 %      |  |  |
|                       | Alípio Correia Neto              | Parti socialiste brésilien     | 10 800     | 0,15 %      |  |  |